# Temple de Tutmosis III
Tutmosis III va ser un gran constructor, es creu que va inaugurar més de 50 temples i altres edificis durant el seu regnat de la dinastia XVIII.
Cal distingir tres temples de Tutmosis III dins la zona de la necròpoli tebana, a l'oest de Luxor:

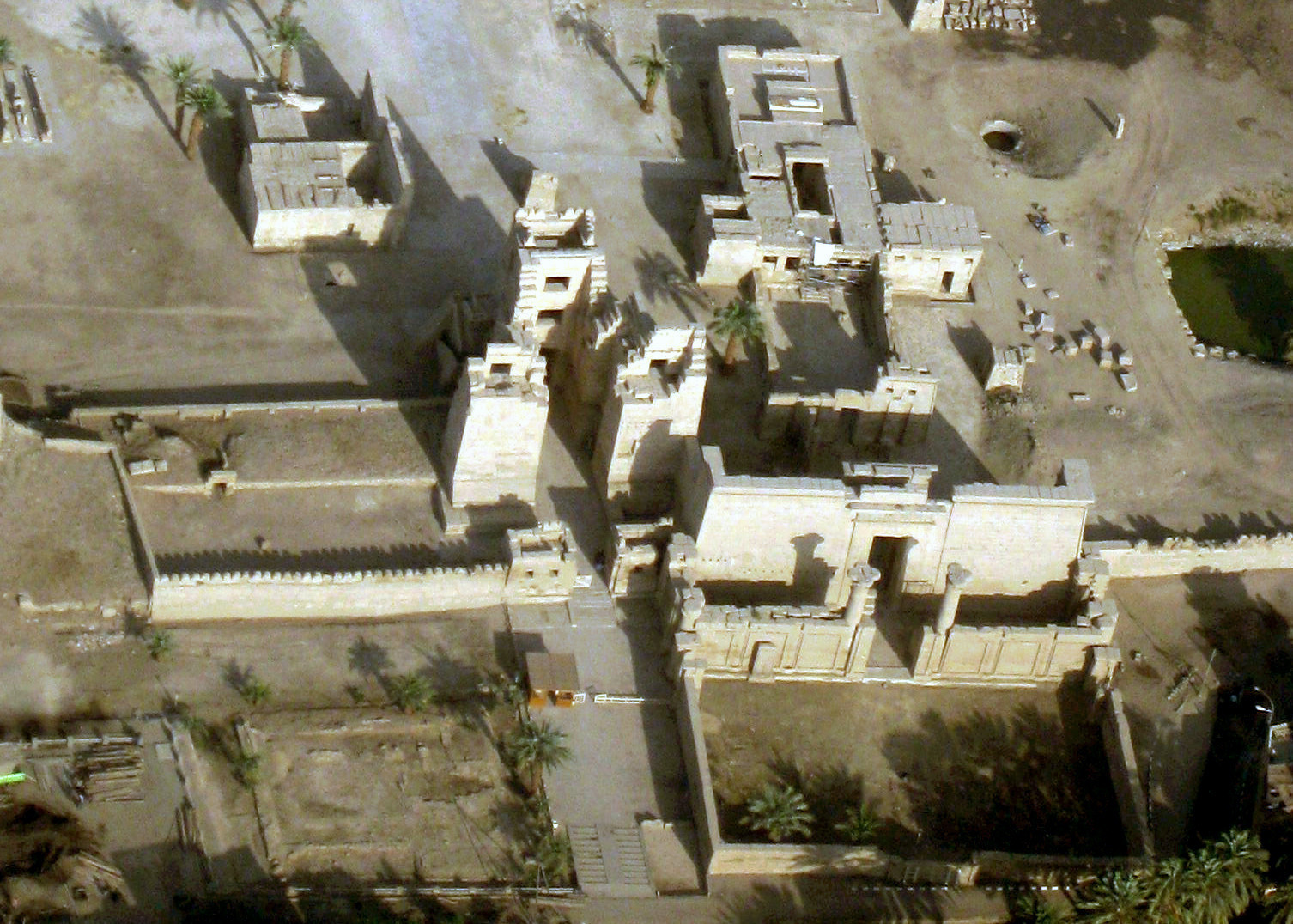
Mont de Djeme, a Medinet Habu

- Un temple (o capella), anomenat Mont de Djeme, situat al costat de l'entrada est del complex de Madinet Habu, s'atribueix a vegades a Tutmosis III i al seu pare Tutmosis II. És un temple petit, però tot i així és el més gran de Madinet Habu després del temple mortuori de Ramsès III. Aquesta capella és l'edifici més antic que es conserva al complex; es va construir durant el regnat d'Hatshepsut sobre les restes d'una capella de l'Imperi mitjà, va ser abandonat i malmès fins al regnat d'Horemheb, que el va fer restaurar, i alguns faraons posteriors el van acabar de restaurar, el van ampliar i acabar de decorar; destaquen les obres a la capella de Seti I i del mateix Ramsès III, responsable de la resta del complex. També es va modificar força durant el període tardà i l'època grecoromana.

- El temple de Tutmosis III, dedicat a Tutmosis III, està situat al nord del temple de Siptah i prop del Ramesseum, a la zona dels temples de la necròpoli tebana. Era dedicat al déu Amon.

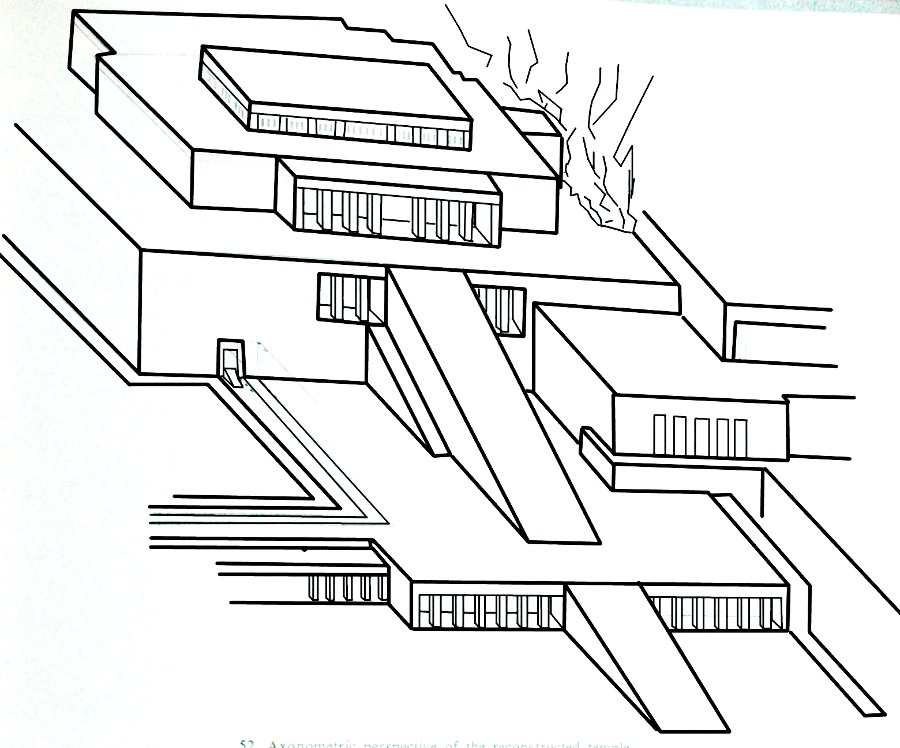
Reconstrucció del temple mortuori a Deir el-Bahari

- El temple mortuori de Tutmosis III al complex de Deir el-Bahari, situat entre el temple d'Hatshepsut (al nord) i el de Mentuhotep (al sud). És el més petit dels tres temples, el més alt i més amagat (ja que queda "encaixat" darrere dels altres dos), i el que es troba en més mal estat.

També cal recordar que molts dels temples del complex de Karnak van ser iniciats, ampliats i/o restaurats per aquest faraó.